# 萨皮尼库尔
萨皮尼库尔（法語：Sapignicourt，法語發音：[sapiɲikuʁ]）是法国马恩省的一个市镇，属于维特里勒弗朗索瓦区。

## 地理
萨皮尼库尔（48°39'3"N, 4°48'48"E）面积4.82 平方千米，位于法国大東部大區马恩省，该省份为法国东北部内陆省份，北起阿登省，西北接埃纳省，西南接塞纳-马恩省，南至奥布省，东南接上马恩省，东临默兹省。
与萨皮尼库尔接壤的市镇（或旧市镇、城区）包括：阿利尼库尔、佩尔特、昂布里耶尔、欧特维尔。

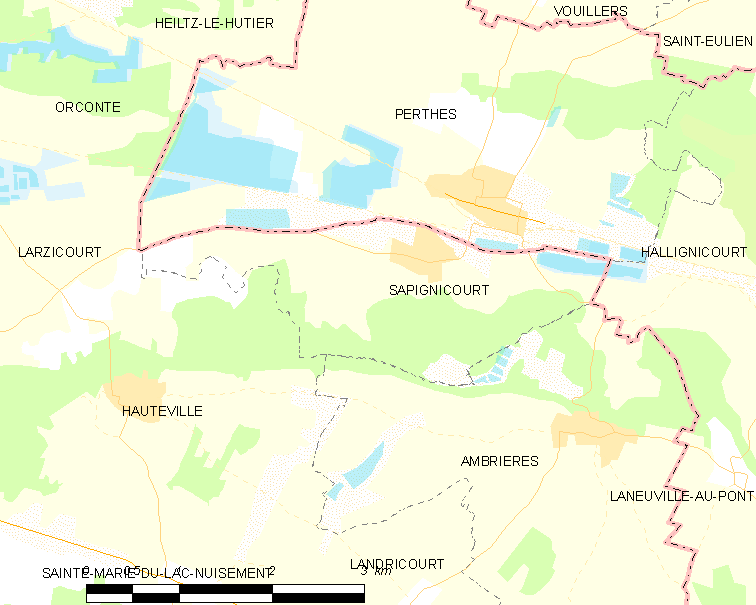
萨皮尼库尔的OSM定位图

萨皮尼库尔的时区为UTC+01:00、UTC+02:00（夏令时）。

## 行政
萨皮尼库尔的邮政编码为52100，INSEE市镇编码为51522。

## 政治
萨皮尼库尔所属的省级选区为塞迈兹莱班县。

## 人口

1962-2008年间萨皮尼库尔人口变化图示

萨皮尼库尔于2022年1月1日时的人口数量为387人。